# Cát Thủ
Cát Thủ (tiếng Trung: 吉首; bính âm: Jíshǒu) là một thành phố cấp huyện và là thủ phủ của Châu tự trị dân tộc Thổ Gia, dân tộc Miêu Tương Tây tại tỉnh Hồ Nam, Trung Quốc

## Nhai đạo
- Thạch Gia Xung (石家冲街道)
- Động Hà (峒河街道)
- Hồng Kỳ Môn (红旗门街道)
- Càn Châu (乾州街道)
- Cát Phượng (吉凤街道)

## Trấn
- Oải Trại (矮寨镇)
- Mã Cảnh Ao (马颈坳镇)
- Hà Khê (河溪镇)
- Song Đường (双塘镇)
- Đan Thanh (丹青镇)

## Hương
- Trại Dương (寨阳乡)
- Dĩ Lược (已略乡)
- Thái Bình (太坪乡)
- Bạch Nham (白岩乡)
- Bài Trừu (排绸乡)
- Bài Hống (排吼乡)
- Xã Đương Pha (社塘坡乡)